# Gare de Maisons-Laffitte
La gare de Maisons-Laffitte est une gare ferroviaire française de la ligne de Paris-Saint-Lazare au Havre, située sur le territoire de la commune de Maisons-Laffitte, dans le département des Yvelines, en région Île-de-France.
Elle est mise en service en 1843 par la compagnie du chemin de fer de Paris à Rouen. C'est une gare de la Société nationale des chemins de fer français (SNCF), desservie par des trains de la ligne A du RER et de la ligne L du Transilien.

## Situation ferroviaire
Établie à 37 mètres d'altitude, la gare de Maisons-Laffitte est située au point kilométrique (PK) 16,841 de la ligne de Paris-Saint-Lazare au Havre, entre les gares de Sartrouville et d'Achères - Grand-Cormier.
Elle est également située au PK 31,800 de la ligne de la grande ceinture de Paris, entre les gares d'Achères - Grand-Cormier et de Sartrouville.

## Histoire

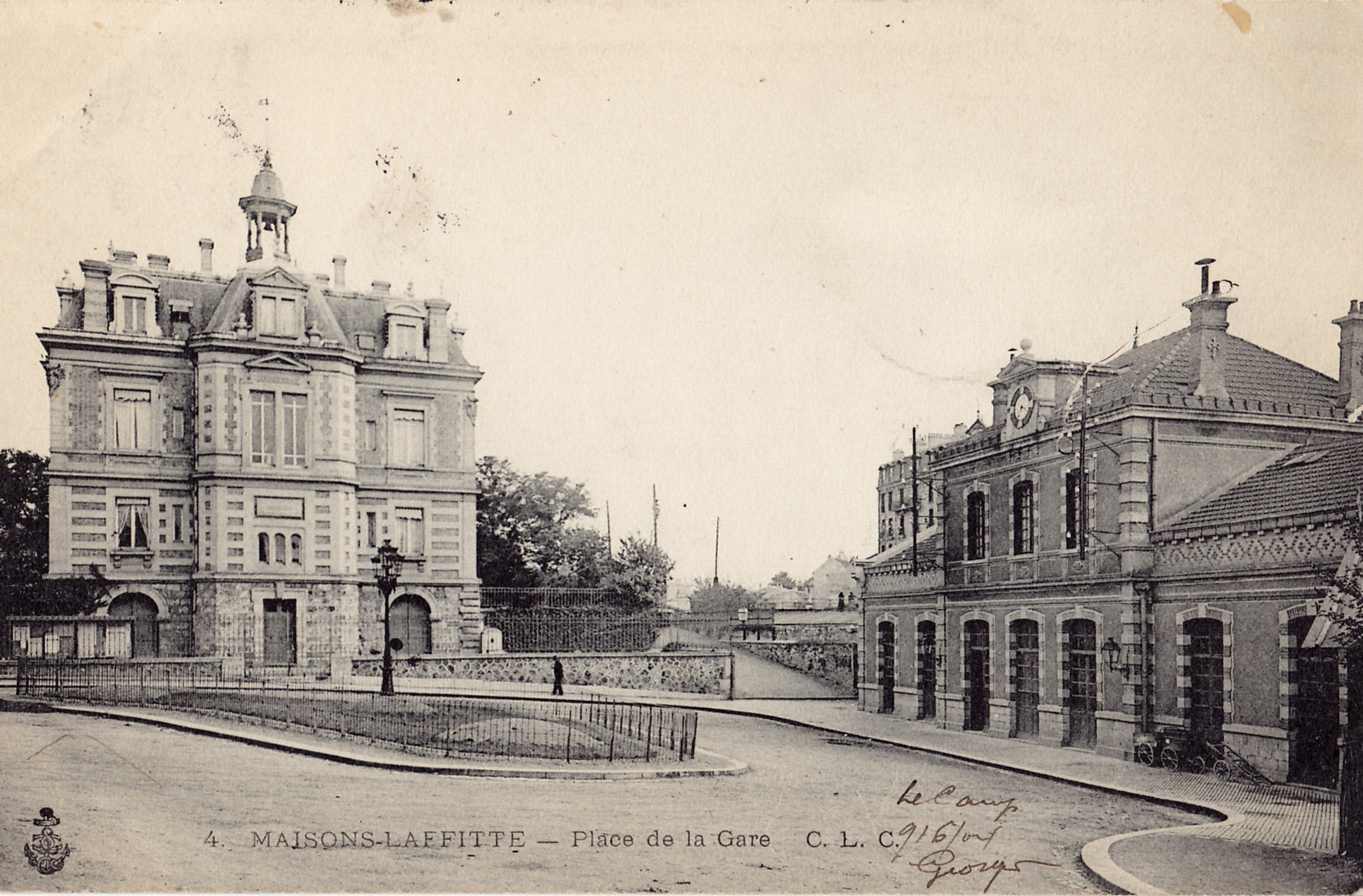
La gare vers 1905.

La première gare ferroviaire de Maisons-Laffitte se situe au bas de Saint-Germain, sur la ligne dite de Paris à Saint-Germain qui en réalité se termine au Pecq, concédée le 19 juillet 1835 et ouverte le 26 août 1837. La commune se nomme alors Maisons-sur-Seine. Jacques Laffitte y est propriétaire du château et de son immense parc. Lui-même et surtout son neveu Charles Laffitte jouent un rôle déterminant dans l'organisation du chemin de fer en provenance de Paris. On dit que Jacques est à l'origine de l'existence de la gare de Maisons-sur-Seine sur la ligne Paris – Saint-Germain. Il est l'un des investisseurs du chemin de fer de Paris à la mer dont son neveu Charles, l'un des principaux organisateurs, est porteur du projet de la « Ligne de la Vallée », qui l'emporte finalement sur la « Ligne des Plateaux » défendue par les ingénieurs des Ponts-et-Chaussées. La ligne Paris – Rouen, qui passe par Maisons-sur-Seine, est concédée en 1841 et inaugurée en 1843. La ligne Rouen – Le Havre est concédée en 1844. De 1834 à 1844, Jacques Laffitte démembre et lotit le parc du château de Maisons dont il est propriétaire, engrangeant ainsi une plus-value considérable. Ce démembrement sera poursuivi par sa fille Albine, jusqu'à sa conclusion en 1850. Déjà, l'usage désigne la ville sous le nom de Maisons-Laffitte. Il sera consacré officiellement en 1882.
Le 2 janvier 1882, la section Achères – Noisy-le-Sec de la ligne de Grande Ceinture ouvre aux voyageurs. La gare de Maisons-Laffitte se trouve sur son parcours. Le modeste bâtiment voyageurs d'origine est remplacé par un nouvel édifice constitué d'un corps de logis à étage sous toiture à deux croupes avec une horloge côté rue, flanqué par deux ailes basses de deux travées au toit à deux versants. L'encadrement des baies et les pilastres, avec une alternance de briques et de dés de pierre, rappelle les gares de la Grande Ceinture (telles qu'Argenteuil-G.C.) mais le BV de Maisons-Laffitte n'appartient pas à ce plan type standardisé. La gare dispose alors de deux voies avec une halle à marchandises en bois complétée par une nouvelle gare des marchandises avec une halle en briques.
De 1898 à 1939, la gare est à l'origine d'un embranchement spécial — la ligne de Maisons-Laffitte à Champ-de-Courses — qui dessert l'hippodrome les jours de rencontres hippiques.
Le 15 mai 1939, le trafic de voyageurs cesse sur la section nord de la Grande ceinture comprise entre Versailles-Chantiers et Juvisy via Argenteuil.
La ligne est dotée d'une troisième voie dans les années 1950-1960, entraînant la destruction de l'entrepôt en bois, et la ligne est électrifiée en 1961. Le bâtiment des voyageurs est détruit en 1986 pour permettre la mise à quatre voies de la ligne pour le RER.
La gare bénéficiera en 2025 d'un réaménagement, permettant de mieux me répondre aux enjeux d'intermodalité actuelle (PMR, Vélos, Piétons, Taxis, Bus).

## Fréquentation
De 2015 à 2021, selon les estimations de la SNCF, la fréquentation annuelle de la gare s'élève aux nombres indiqués dans le tableau ci-dessous.
| Année     | 2015      | 2016      | 2017      | 2018      | 2019      | 2020      | 2021      | 2022      | 2023      |
| --------- | --------- | --------- | --------- | --------- | --------- | --------- | --------- | --------- | --------- |
| Voyageurs | 7 549 498 | 7 842 005 | 8 149 225 | 8 358 173 | 8 594 609 | 4 048 033 | 5 790 062 | 7 964 985 | 8 319 877 |

## Service des voyageurs

### Accueil
La gare de Maisons-Laffitte dispose de plusieurs automates de rechargement ou d'achat de titres de transports, d'un guichet voyageur, d'un commerce type café-presse intégré à la gare et d'un piano en libre service.

### Desserte
La gare est desservie par les trains de la ligne A du RER dont elle est la gare de bifurcation des branches A3 (Cergy) et A5 (Poissy) et par ceux de la ligne L du Transilien. Les trains du RER A sont en provenance ou à destination de Cergy-le-Haut ou Poissy d'un côté, et en provenance ou à destination de Boissy-Saint-Léger, Torcy ou Marne-la-Vallée - Chessy de l'autre. Les trains de la ligne L sont en provenance ou à destination de Paris-Saint-Lazare et y font terminus. Cependant, aux heures de pointe en semaine (et un train par heure aux heures creuses), certains d'entre eux continuent ou sont amorcés à Cergy-le-Haut. Ces trains ne desservent alors pas la gare de Maisons-Laffitte dans le sens de la contrepointe. Le premier train vers Paris et le dernier en provenance de Paris de la ligne J desservent la gare.

### Fréquence de la desserte
La desserte de la gare par la ligne A du RER se compose ainsi, :
- durant les heures creuses :
  - 6 trains par heure (soit 1 train toutes les 10 minutes) vers Cergy-le-Haut et Boissy-Saint-Léger, du lundi au vendredi,
  - 3 trains par heure (soit 1 train toutes les 20 minutes) vers Poissy et Torcy, du lundi au vendredi,
  - 4 trains par heure (soit 1 train toutes les 15 minutes) vers Poissy ou Cergy-le-Haut et Boissy-Saint-Léger, du lundi au vendredi, en soirée,
- durant les heures de pointe :
  - 10 trains par heure (soit 1 train toutes les 6 minutes) vers Boissy-Saint-Léger, du lundi au vendredi,
  - 10 trains par heure (soit 1 train toutes les 6 minutes) vers Poissy ou Cergy-le-Haut, du lundi au vendredi,
- le week-end :
  - 6 trains par heure (soit 1 train toutes les 10 minutes) vers Cergy-le-Haut ou Poissy et Marne-la-Vallée - Chessy, en journée,
  - 4 trains par heure (soit 1 train toutes les 15 minutes) vers Cergy-le-Haut ou Poissy et Torcy ou Marne-la-Vallée - Chessy, en soirée.

La desserte de la gare par la ligne L du Transilien se compose ainsi,,, :
- durant les heures creuses :
  - 1 train par heure vers Cergy-le-Haut et Paris-Saint-Lazare, du lundi au vendredi (missions UOPY et POPE respectivement),
  - 4 trains par heure (soit 1 train toutes les 15 minutes) vers Paris Saint-Lazare, du lundi au vendredi, en extrême matinée,
  - 2 trains par heure (soit 1 train toutes les 30 minutes) vers Paris-Saint-Lazare, du lundi au vendredi, en soirée,
- durant les heures de pointe :
  - 5 trains par heure (soit 1 train toutes les 12 minutes) vers Paris-Saint-Lazare, du lundi au vendredi, le matin,
  - 5 trains par heure (soit 1 train toutes les 12 minutes) vers Cergy-le-Haut, du lundi au vendredi, en fin de journée,

Les missions en contre-pointe, c'est-à-dire, vers Cergy-le-Haut le matin et vers Paris-Saint-Lazare en fin de journée, ne desservent pas la gare (missions UEGE et PEGE respectivement).
- le week-end (départ et terminus à Maisons-Laffitte) :
  - 3 trains par heure (soit 1 train toutes les 20 minutes) vers Paris-Saint-Lazare, en journée,
  - 2 trains par heure (soit 1 train toutes les 30 minutes) vers Paris-Saint-Lazare, en matinée et en soirée.

### Intermodalité
La gare est desservie par les lignes 2, 6, 12 et 262 du réseau de bus Argenteuil - Boucles de Seine et la nuit, par la ligne N152 du service de bus de nuit Noctilien.